# Ново-Кусково
Ново-Кусково — село в Асиновском районе Томской области России. Административный центр Новокусковского сельского поселения.

## География
Село расположено в 10 км от г. Асино, в 122 км от г. Томска.

## История
Основано в 1850 году. В 1926 году состояло из 338 хозяйств, основное население — русские. В административном отношении центром Ново-Кусковского сельсовета и Ново-Кусковского района Томского округа Сибирского края.
В конце XIX — начале XX века (до 1924) село было административным центром Ново-Кусковской волости Томского уезда Томской губернии. С 1924 по 1933 село — административный центр Ново-Кусковского района Томского округа. Район создан в границах прежней Ново-Кусковской волости. В 1933 году район переименовывается в Асиновский район, райцентром становится сначала посёлок, а затем город Асино.
В XIX веке и до 1920 года в Ново-Кусково размещалась Чулымская инородная управа (администрация ясачной волости) — администрация по работе с местным сибирским народом чулымцами.

## Население
| 1926  | 1939  | 1959  | 1970  | 1979  | 1989  | 2002  |
| ----- | ----- | ----- | ----- | ----- | ----- | ----- |
| 1484  | ↘1256 | ↘1189 | ↘1031 | ↗1405 | ↗1655 | ↘1534 |
| 2010  | 2012  | 2013  | 2014  | 2015  | 2019  | 2021  |
| ↘1415 | ↗1449 | ↘1432 | ↘1417 | ↘1389 | ↘1292 | ↗1386 |

## Известные жители
- Алексий, епископ (Семён Васильевич Буй) (1892—1937) — священномученик, иерарх Русской Православной Церкви.
- Мария Леонтьевна Бочкарёва (1889—1920) — женщина-герой Первой Мировой войны (Россия)
- Николай Александрович Лампсаков (1875—1937) — врач-подвижник, основатель медицины в Причулымье
- Мокей Фролович Марков (1869—1948) — глава семейства, вольный исследователь-золотопоисковик и таёжный охотник, крестьянин, положивший начало роду советских писателей Марковых.
- Георгий Мокеевич Марков (1911—1991) — русский советский писатель и общественной деятель. Дважды Герой Социалистического Труда (1974, 1984). Лауреат Ленинской (1976) и Сталинской премии третьей степени (1952)